# Marrien Ekelmans
Marrien Ekelmans (2 april 1981) is een Nederlands korfbalcoach en voormalig topkorfballer. Hij speelde in de Korfbal League namens Fortuna.

## Speler
Ekelmans begon met korfbal bij het Delfste Excelsior. In 2004 stapte hij over naar het grotere Fortuna, een andere Delftse club. Fortuna was in 2003 en 2004 Nederlands zaalkampioen geworden. Ekelmans speelde t/m 2011 bij Fortuna en won 1 keer de Europacup (2005). In de 7 seizoenen bij Fortuna haalde hij 5 keer de playoffs. Echter stond Fortuna in deze periode geen enkele maal in de zaalfinale.
Ekelmans nam afscheid van de Korfbal League in Rotterdam Ahoy in 2011. Hij kreeg een publiekswissel en werd vervangen door Tim Heemskerk.
Na 7 seizoenen bij Fortuna speelde hij nog 1 seizoen bij Excelsior. In 2012 nam hij echt afscheid als speler.

## Oranje
Ekelmans speelde 1 officiële interland namens het Nederlands korfbalteam.

## Erelijst
- Europacup 2005

## Statistieken
| Naam             | KL seizoenen | Wedstrijden | Goals | Gemiddeld | Strafworpen |
| ---------------- | ------------ | ----------- | ----- | --------- | ----------- |
| Marrien Ekelmans | 6            | 109         | 521   | 4,8       | 149         |

## Coach
Na zijn carrière als speler is Ekelmans gaan coachen. De eerste club waar hij hoofdcoach werd was KVS uit Scheveningen. Ekelmans ging hier in 2012 aan de slag en promoveerde in 2014 met de club naar de Korfbal League. Het avontuur van KVS in de league duurde echter niet lang, want na 1 seizoen degradeerde het terug naar de Hoofdklasse.
In 2015 stapte Ekelmans over naar Fortuna. Hij werd coach van het tweede team.
Na 1 seizoen terug bij Fortuna kreeg Ekelmans een aanbod van Valto uit De Lier. De ploeg wilde hogerop en zag in Ekelmans de juiste coach om dit voor mekaar te krijgen. Ekelmans was 2 seizoenen de hoofdcoach bij Valto. Onder zijn leiding promoveerde de club op het veld wel naar de Overgangsklasse.
Vanaf 2018 werd Ekelmans hoofdcoach bij Avanti uit Pijnacker. De club had Korfbal League gespeeld in 2017-2018 en wilde weer terug naar dit hoogste niveau. Ekelmans staat samen met oud-Fortuna speler-coach Niels van der Steuijt voor de ploeg om het weer terug te krijgen naar de Korfbal League.

### HKC
Na 2 seizoenen bij Avanti stopte Ekelmans als hoofdcoach en werd voor seizoen 2020-2021 aangesteld als nieuwe hoofdcoach bij HKC. Echter werd er in dit seizoen niet gekorfbald in de Hoofdklasse.
In seizoen 2021-2022 was het de missie van HKC om te promoveren naar de Korfbal League. De competitie in de Hoofdklasse begon iets later (januari 2022) maar alsnog werd het seizoen uitgespeeld. HKC plaatste zich na de 6 competitiewedstrijden voor de play-offs. In de eerste play-off ronde won HKC in 2 wedstrijden van GKV, waardoor het zich plaatste voor de 2e play-off ronde. In deze ronde versloeg HKC concurrent DSC in 2 wedstrijden, waardoor HKC zich plaatste voor de finaleronde. In deze finaleronde was Unitas de tegenstander, een ploeg die uit dezelfde poule kwam als HKC. De finaleronde was 1 wedstrijd en Unitas won de wedstrijd met 18-15. Hierdoor plaatste Unitas zich direct voor de Korfbal League en zou HKC nog 1 kans krijgen op promotie, via play-downs.
In deze play-down serie moest HKC aantreden tegen KV Groen Geel in een best-of-3 serie. De eerste wedstrijd werd met 22-17 door HKC gewonnen, maar de volgende 2 wedstrijden werden door Groen Geel gewonnen. Hierdoor stond HKC na het seizoen alsnog met "lege handen" en promoveerde het niet.
In seizoen 2022-2023 was het dan wel raak voor HKC. Ondertussen was de Hoofdklasse hernoemd naar Korfbal League 2 en deed HKC mee voor de bovenste plekken. HKC stond na de reguliere competitie met 23 punten op de derde plek, waardoor het zich had geplaatst voor de play-offs. In de best-of-3 serie won HKC van concurrent DCS, waardoor het zich plaatste voor de Korfbal League 2 Finale. In deze finale moest HKC aantreden tegen Dalto. HKC won de finale met 19-18, waardoor het promotie maakte naar de Korfbal League voor seizoen 2023-2024.
In seizoen 2023-2024 speelde HKC zijn debuutseizoen in de Korfbal League. Zoals elke debutant had ook HKC een lastig seizoen en kwam het aan op detais. Uiteindelijk had HKC na 18 speelrondes 8 punten en stond hiermee op de 8e plek. Dit betekende directe handhaving voor de ploeg. Wel was dit het laatste seizoen van hoofdcoach Ekelmans bij HKC.

### TOP Sassenheim
Ekelmans werd coach bij TOP (S) voor seizoen 2024-2025. In de zaalcompetitie deed de ploeg het goed in de Korfbal League 2. Na de reguliere competitie werd de ploeg 2e, wat recht gaf op de play-offs voor promotie naar de Korfbal League. In de best-of-3 play-off serie kwam TOP uit tegen DSC. DSC won echter in 2 wedstrijden, waardoor TOP niet promoveerde.